# 拉泽
拉泽（法語：Razès，法語發音：[ʁazɛ]）是法国新阿基坦大区上维埃纳省的一个市镇，属于贝拉克区。

## 地名
该地名“Razès”发音为[ʁazɛ]，字母“s”不发音，《世界地名翻译大辞典》与《世界地名译名词典》将其误译作“拉泽斯”；不过法国奥德省同名历史地区名称中的字母“s”发音，其应译“拉泽斯”。

## 地理
拉泽（46°2'12"N, 1°20'42"E）面积24.14 平方千米，位于法国新阿基坦大区上维埃纳省，该省份为法国中西部省份，北起顺时针与安德尔省、克勒兹省、科雷兹省、多爾多涅省、夏朗德省和维埃纳省接壤。
与拉泽接壤的市镇（或旧市镇、城区）包括：里瓦利耶河畔贝尔萨克、加尔唐普河畔贝西讷、孔普雷尼亚克、圣莱热拉蒙塔涅、圣西尔韦斯特、圣帕尔杜勒拉克。
拉泽的时区为UTC+01:00、UTC+02:00（夏令时）。

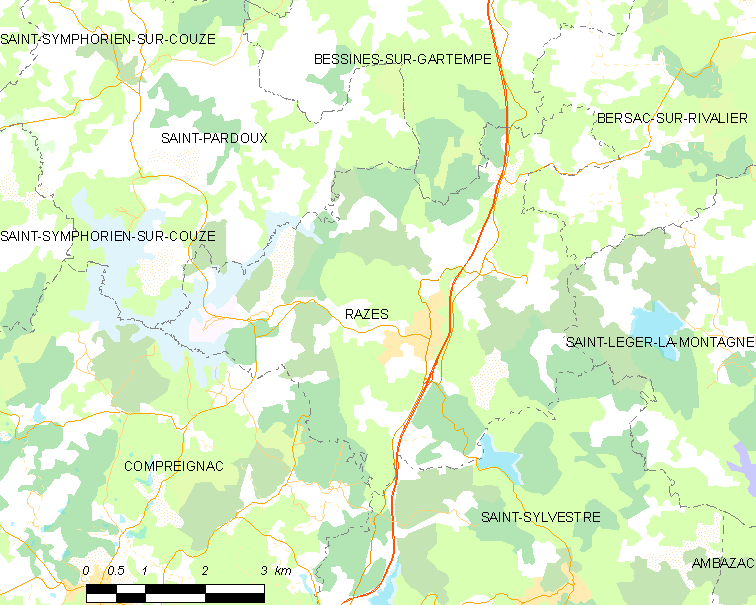
拉泽的OSM定位图

## 行政
拉泽的邮政编码为87640，INSEE市镇编码为87122。

## 政治
拉泽所属的省级选区为昂巴扎克县。

## 人口

1962-2008年间拉泽人口变化图示

拉泽于2022年1月1日时的人口数量为1161人。